# Kolihapeltis
Kolihapeltis é um gênero de trilobita que viveu desde o início do Devoniano até o Devoniano Médio. Seus restos foram encontrados na África e na Europa.

## Ligações externas

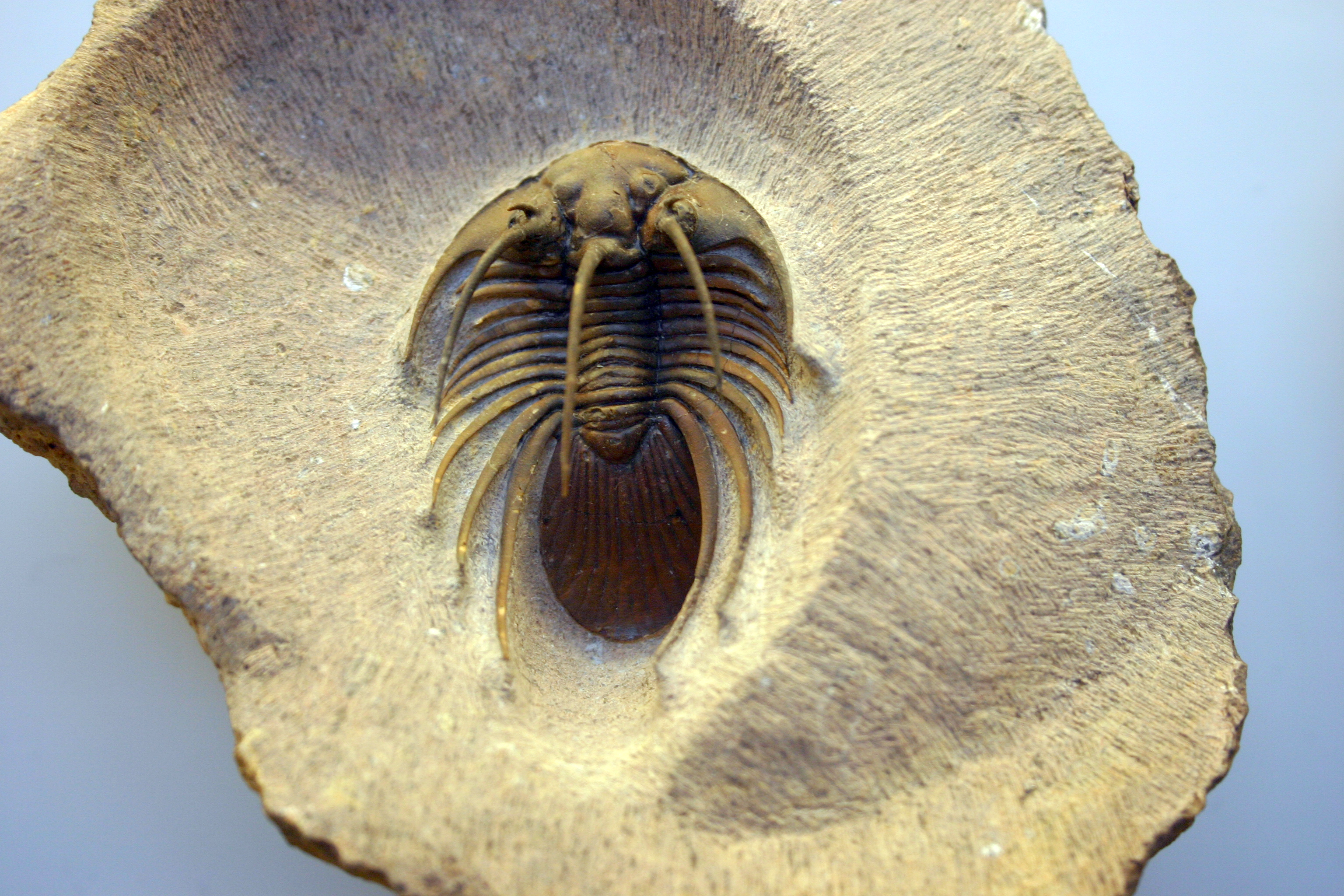
Kolihapeltis chlupaci de Djebel Oufaten, Marrocos